# Romila Thapar
Romila Thapar (n. 1931) é uma historiadora indiana cuja principal área de estudo é a Índia antiga.

## Obra e reconhecimento
Após formar-se na Universidade de Punjabe, Thapar obteve o seu doutorado na Escola de Estudos Orientais e Africanos, na Universidade de Londres, em 1958. Depois, trabalhou como professora de História indiana antiga na Universidade Jawaharlal Nehru, em Nova Délhi, onde ela é professora emérita.
As maiores obras de Thapar são Asoka and the Decline of the Maurya, Ancient Social History: Some Interpretations, Recent Perspectives of Early Indian History, A History of India Volume One e Early India: From the Origins to AD 1300. A sua obra histórica é crítica das elites e retrata as origens do hinduísmo como uma interação entre forças sociais. A sua obra recente sobre Somnath examina a evolução das historiografias sobre o lendário templo de Gujarat.
O Ancient Indian Social History lida com o período dos tempos antigos até o fim do primeiro milênio, inclui um estudo comparativo dos sistemas sócio-religiosos hindus e budistas e examina o papel do budismo no protesto e na mobilidade social no sistema de castas.
Thapar já visitou a Universidade Cornell, a Universidade da Pensilvânia e o Collège de France, em Paris. Ela foi eleita Presidente-Geral do Congresso Indiano de História em 1983.
Thapar é Honorária na Lady Margaret Hall, Universidade de Oxford, e na SOAS, Universidade de Londres. Tem doutorados honorários da Universidade de Chicago, do Institut National des Langues et Civilisations Orientales em Paris, da Universidade de Oxford e da Universidade de Calcutá.
Em janeiro de 2005, ela recusou o Padma Bhushan. Em uma carta para o presidente da Índia A. P. J. Abdul Kalam, ela disse que estava "atônita por ver o seu nome na lista de premiados porque, há três meses, o Ministério de Recursos Humanos a contatou e perguntou-lhe se aceitaria um prêmio, deixou bem claro que não e explicou a razão.". Thapar tinha recusado o Padma Bhushan em 1992. Ela explicou para o presidente a razão para ter recusado o prêmio: "eu só aceito prêmios de instituições acadêmicas ou outras instituições associadas à minha profissão, e não prêmios do Estado.".